# Wojciech Szczęsny
Wojciech Tomasz Szczęsny, poljski nogometaš, * 18. april 1990, Varšava, Poljska.
Wojciech Szczęsny igra kot vratar pri italijanskem klubu Juventus. Je sin nekdanjega poljskega reprezentančnega vratarja Macieja Szczęsnyja. Od leta 2009 igra tudi za poljsko reprezentanco, s katero je leta 2012 sodeloval na evropskem prvenstvu v nogometu. Lep pozdrav.